# سفينكس (مولد وثائق)
سفينكس (بالإنجليزية: Sphinx)‏ هو مولد وثائق مكتوب ببايثون ويستعمله مجتمع بايثون.

## وصلات خارجية
- سفينكس على موقع Open Hub (الإنجليزية)
- سفينكس على موقع Free Software Directory (الإنجليزية)
- سفينكس على موقع Framasoft (الفرنسية)